# Sean Forbes
Pour les articles homonymes, voir Forbes (homonymie).
Sean Forbes est chansigneur rappeur américain, né le 5 février 1982 à Détroit en Michigan.

## Biographie

### Enfance
Né le 5 février 1982 à Détroit en Michigan dans une famille de musiciens, son père Scott Forbes était la moitié du groupe country-rock The Forbes Brothers à Détroit aux côtés de sa mère qui était pianiste et son oncle Dennis Forbes, l’autre moitié, était un technicien très respecté qui a collaboré étroitement avec Bob Seger.
À un an, il perd ses auditions de 90 %. À cinq ans, ses parents lui achètent une batterie.
Il rentre, au début des années 2000, à Rochester Institute of Technology où se trouve l'université National Technical Institute for the Deaf à New York, avec 2 000 autres étudiants sourds.

### Vie privée
Sean Forbes s’est marié à Joanne Forbes, rencontrée au Rochester Institute of Technology.

## Discographie / Clips musicaux
- I’m Deaf (2010)
- Let's Mambo (2011)
- Hammer (2011)
- Perfect Imperfection (2012) (Web Entertainment/D-PAN Entertainment)
- Watch These Hands (2013) (D-PAN Entertainment)